# ラミントン山
ラミントン山（ラミントンさん、Mount Lamington）は、パプアニューギニアのオロ州にある成層火山である。標高は1,680m。

## 概要
オロ州の州都ポポンデッタから南南西に約10km離れた熱帯雨林の中にそびえ立つ火山。ラミントンという山名は、クイーンズランド州総督のラミントン男爵チャールズ・コクラン＝ベイリー（Charles Cochrane-Baillie, 2nd Baron Lamington）からきている。この山は噴火したという歴史記述が全くなかったので、1951年まで、この火山は周辺住民から死火山だと思われていた。

## 1951年の噴火
前述のとおり、この火山は歴史時代を通して噴火したという記録が一切無く、この1951年の噴火が歴史上初めての噴火である。
1月15日、山頂付近で地滑りが発生。その翌日以降、噴煙を出し、体に感じる地震の数も増えていった。3日後の18日には、本格的な火山活動を開始した。そして、その3日後の21日（現地時間）10時40分ごろ、ラミントン山は大爆発をした。数分後には噴煙を上空15000mまで一気に噴き上げた（プリニー式噴火）。この大噴火により、噴煙柱の一部が崩れ、崩れ落ちた噴煙は熱雲（火砕流）となって南北にわたりラミントン山の斜面を下って、山麓にある集落を襲った。襲われた北部のヒガツル（Higaturu）などの集落はほぼ壊滅し、2942人の死者が出た。犠牲者の死因のほとんどは熱風を吸い込んだことによる気道熱傷と肺水腫だった。この大噴火の直後から、山頂付近で安山岩質の溶岩ドームが出現し成長を始めた。3月初旬には爆発により一度消滅したが、その後再び出現。成長し、翌年1月には高さ570m、体積は1km3まで達した。この溶岩ドームは現在も残っている。噴火後、オーストラリアの火山学者ジョージ・テイラーにより噴火の詳細および被害状況が調査された。
現在、ラミントン山は1956年の噴火を最後に活動を休止している。

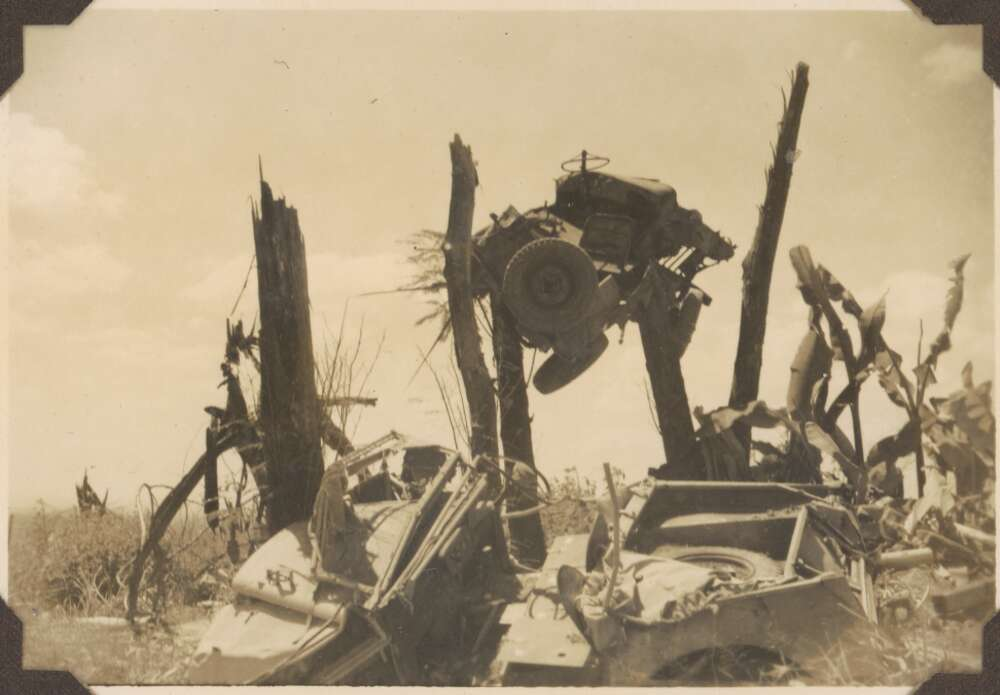
1951年の噴火による被害